# Grimselpass
Průsmyk Grimselpass je švýcarský horský průsmyk, který spojuje pohoří Berner Oberland s Horním Valais a odděluje Bernské a Urnské Alpy. Ve Švýcarsku se průsmyk často označuje zkráceně jako Grimsel, vzácněji v mužském rodě (der Grimsel). Průsmyk (hranice kantonů) leží v nadmořské výšce 2164 m na evropském rozvodí mezi Středozemním a Severním mořem. Historická soumarská stezka byla v 19. století přebudována na moderní vysokohorskou silnici, která je v létě otevřená a jejíž vrchol se nachází kousek severovýchodně na straně Valais (2164 m n. m.).

## Historie
První bezpečně doložené využití Grimselského průsmyku pro soumarskou dopravu pomocí mezků pochází ze 14. století. Použití v době římské a přechod vojsky vévody ze Zähringenu v roce 1211 nejsou jisté. V roce 1397 uzavřely země Pomatt, Goms a Hasli a města Unterseen, Thun a Bern dohodu, v níž se zavázaly zajistit volný a bezpečný obchodní provoz a udržovat soumarskou stezku přes Grimselpass. Po historické stezce pro mezky podél řeky Aary a z vrcholu průsmyku do Homsu zůstalo mnoho stop.
K rozšíření soumarské cesty pro mezky na moderní průsmykovou silnici došlo ve srovnání s jinými švýcarskými průsmyky poměrně pozdě. Nová silnice byla dokončena až v roce 1894. V důsledku výstavby vodních elektráren společnosti Kraftwerke Oberhasli AG v této oblasti byla silnice v letech 1920 až 1950 rozšířena a částečně přestavěna.
Silnice v průsmyku Grimselpass mezi Innertkirchenem a Guttannenem byla po několik desetiletí opakovaně postihována skalními říceními. Občas byla na tomto úseku průsmyku zakázána noční jízda a provoz na Grimselpassu byl odkloněn přes Understock. Protože se skalní výchoz zvaný Chapf ve výšce 900 metrů nad silnicí stal nestabilním, rozhodly se federální úřady provést řízený odstřel vrchu. Dne 4. října 2001, po několika měsících vrtání, byl Chapf odstřelen. Se 150 000 metry krychlovými uvolněné horniny se jednalo o dosud největší trhací práce ve Švýcarsku.

## Přehrady

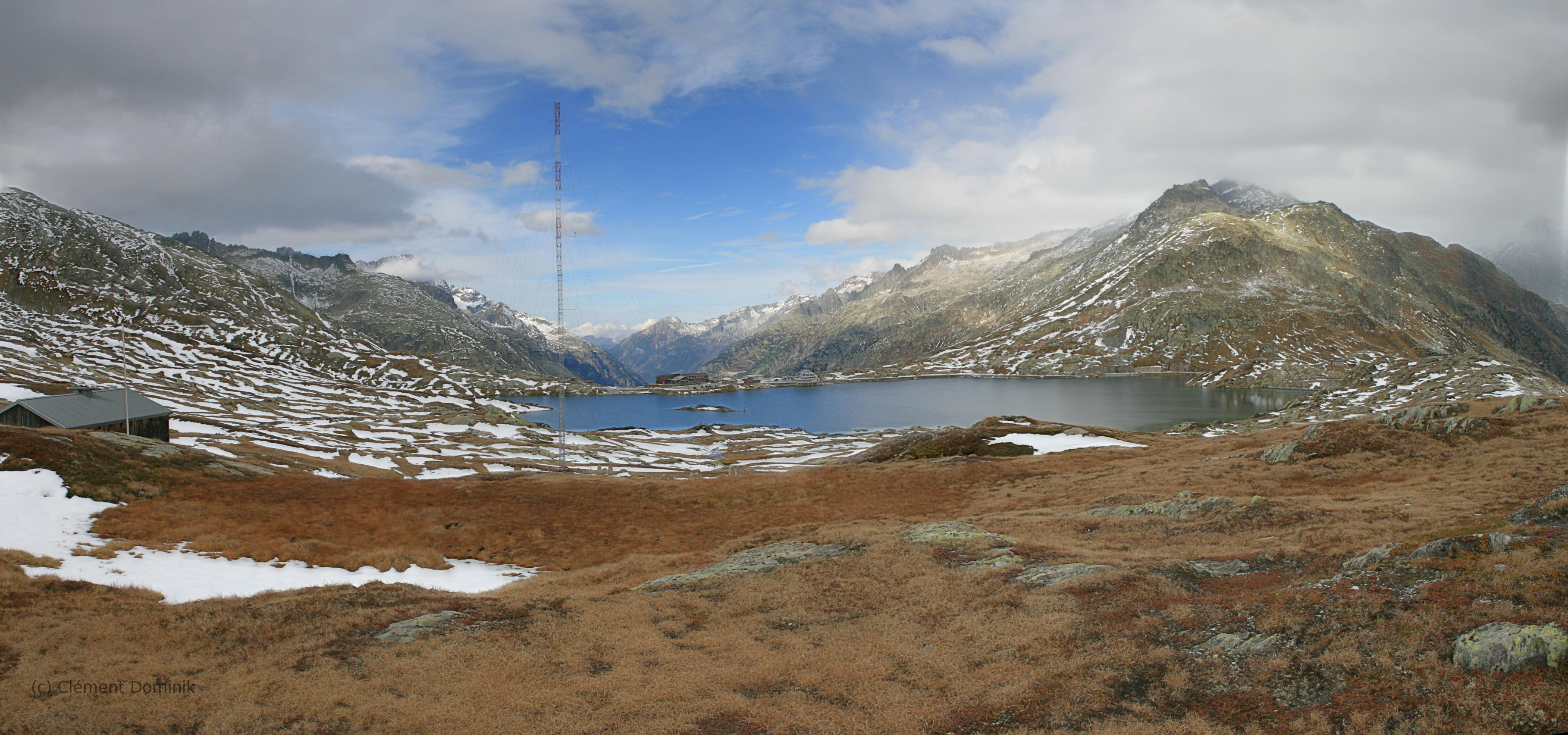
Jezero Totesee na vrcholu průsmyku

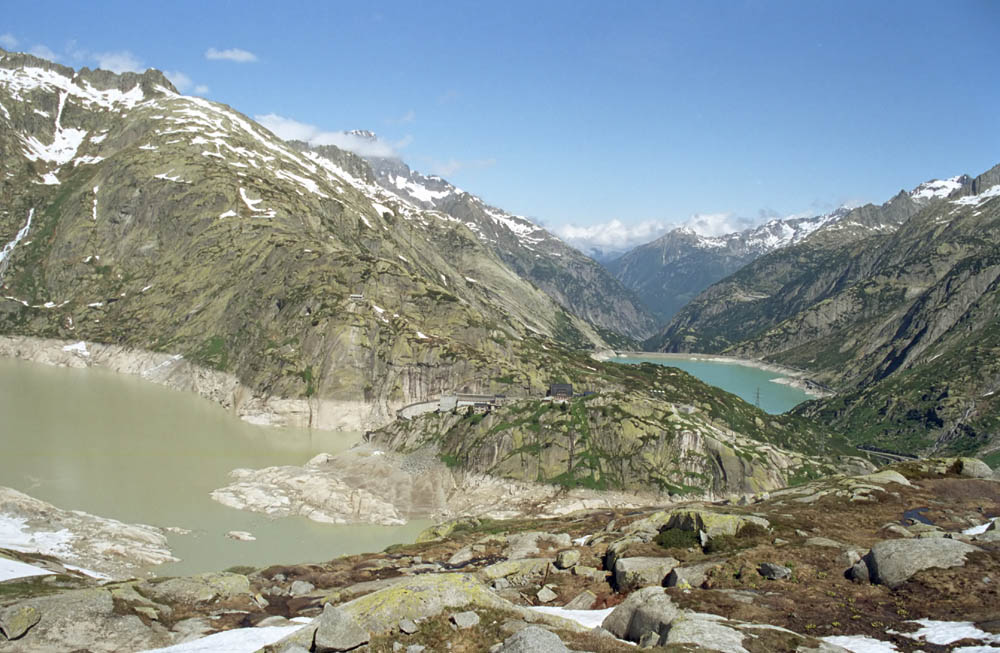
Pohled z vrcholu průsmyku na severní stranu jezera Grimselsee, Grimsel Hospiz a Räterichsbodensee

Na severní straně průsmyku jsou tři přehradní nádrže navzájem propojené tunely. Vzestupně podle nadmořské výšky jsou to jezera Räterichsbodensee, Grimselsee a Oberaarsee. Jezera Räterichsbodensee a Grimselsee leží přímo u průsmykové silnice. V severní části regionu Grimsel se nachází také vodní nádrž Gelmersee. Nádrže provozuje elektrárna Oberhasli. Na vrcholu průsmyku se nachází jezero Totesee.
Na údolní straně přehrady Räterichsbodensee byl v září 2007 dokončen velkoformátový obraz vodní panny Mélisandy od malíře Pierra Mettraux. Hotel Grimselhospiz se nachází na poloostrově v jezeře Grimsel pod vrcholem průsmyku.

## Silnice

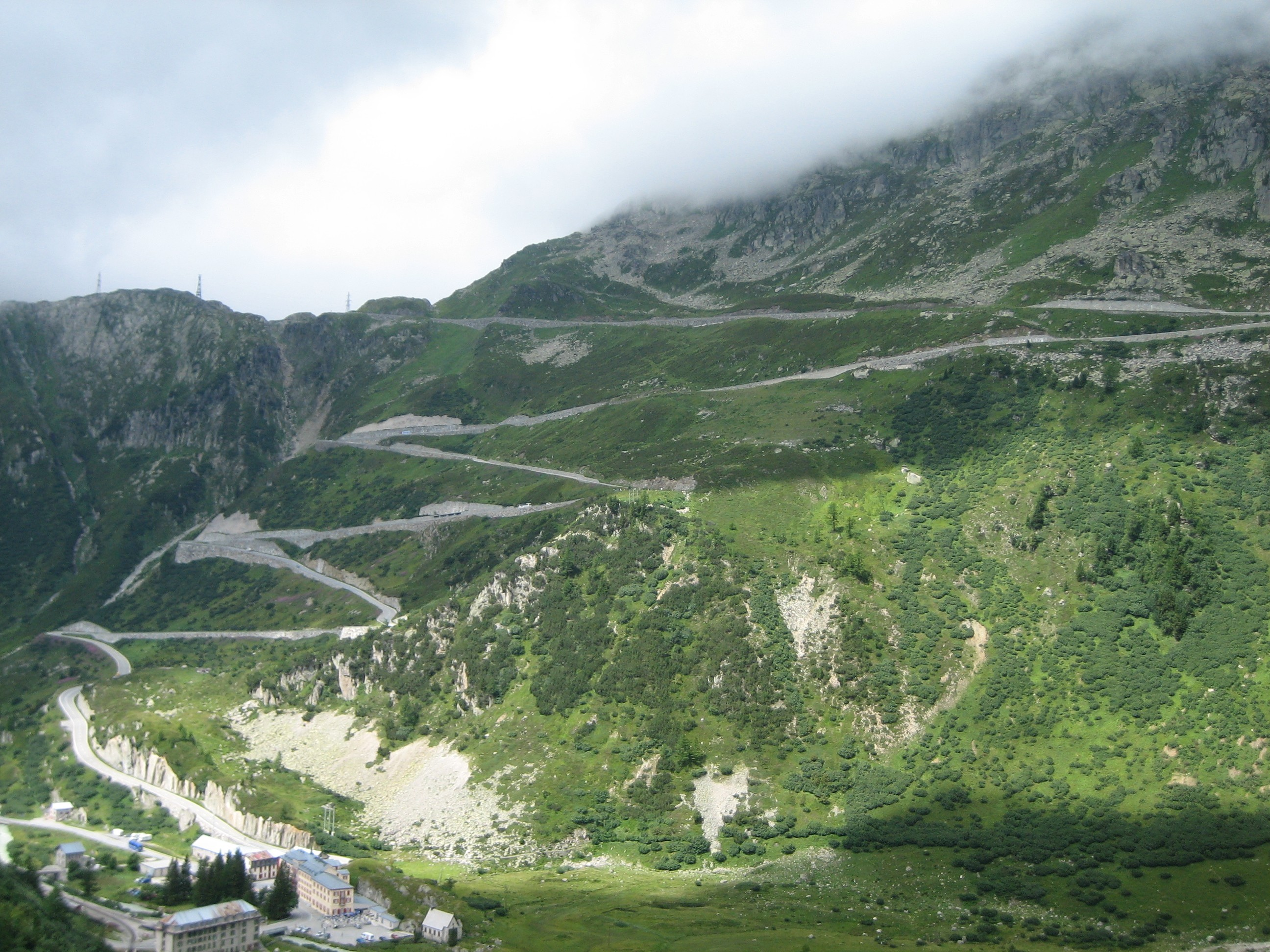
Jižní rampa, Gletsch vlevo dole

Na severní straně začíná průsmyková silnice jako součást hlavní silnice č. 6 přicházející z Jury v Haslitalu asi dva kilometry za výjezdem z obce na jihu Innertkirchenu. V tomto místě není cesta příliš strmá, ale neustále stoupá. 9 km za Innertkirchenem se nachází Guttannen, který leží ve výšce 1060 m (Innertkirchen 625 m). Za Guttannenem silnice opět stoupá přibližně stejným sklonem, až po šesti kilometrech dorazíte do Handeggu.
Odtud se lze nechat vyvézt nejstrmější pozemní lanovkou na světě Gelmerbahn k jezeru Gelmersee. Za Handeggem se silnice stáčí do poměrně prudkého esovitého oblouku a vjíždí do jednoho z četných tunelů, ze kterého vede k jezeru Räterichsbodensee.
Silnice zde chvíli vede podél jezera, až opět stoupá v serpentinách s velkým sklonem k jezeru Grimselsee. Zde se nachází hospic. Cesta opět poměrně strmě stoupá, na vrchol průsmyku vede ještě šest serpentin (150 výškových metrů). Na vrcholu průsmyku se nacházejí tři hotely a menší jezero Totesee.
Na jižní straně silnice z Oberwaldu prudce stoupá a vede smrkovým lesem do Gletsche na hranici stromů. Silnice se zde odpojuje od hlavní silnice 19, která pokračuje do průsmyku Furkapass. Silnice na Grimselpass strmě stoupá v rovnoměrných serpentinách až na vrchol průsmyku. V opačném směru jízdy je výhled na Goms, o něco vyšší průsmyk Furkapass a v dálce na Walliské Alpy.
Silnice přes průsmyk Grimselpass je součástí Aare Route, švýcarské národní cyklotrasy č. 8. Silnice v průsmyku stoupá na jižní straně krátce, ale strmě, zatímco na severní straně stoupá maximálně 9 % a má délku 26 km.

## Tour de Suisse
Průsmyk Grimselpass byl na programu Tour de Suisse zatím desetkrát, a to v letech 1937, 1953, 1956, 1962, 1973, 1986, 1996, 2002, 2007 a 2011. V roce 2007 byl cílem sedmé etapy. Grimsel je osmým nejvyšším průsmykem, kterým Tour projíždí (k listopadu 2011, výškové hodnocení do roku 2010).

## Horninová laboratoř Grimselpass
V oblasti průsmyku a zařízení elektrárny se nachází skalní laboratoř Nagra Grimsel, kde se provádějí pokusy v krystalických horninách za účelem výzkumu konečného uložení radioaktivního odpadu.

## Galerie

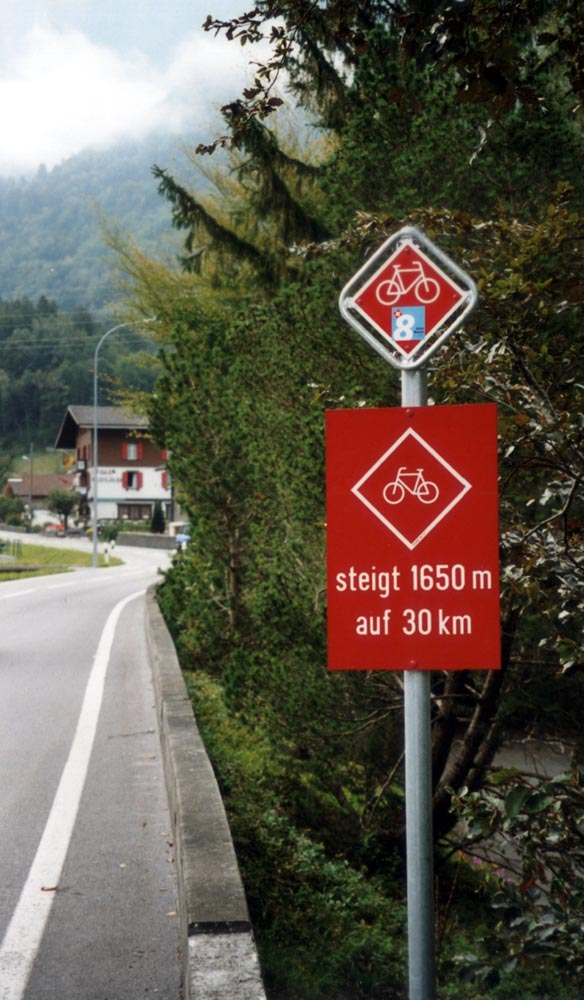
Směrovka v Innertkirchenu na severním přístupu k průsmyku
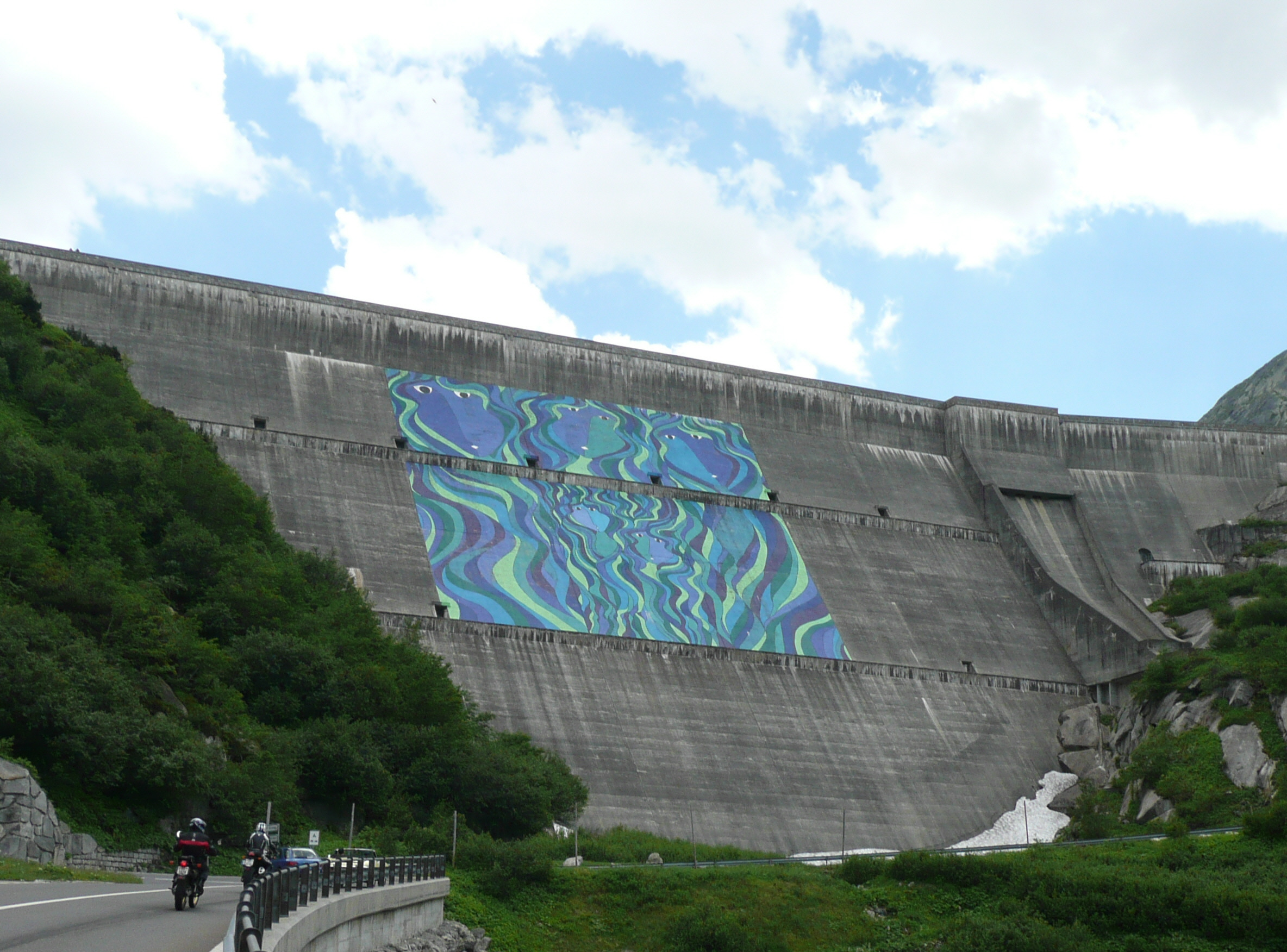
Stěna hráze přehrady Räterichsbodensee s obrazem Mélisandy
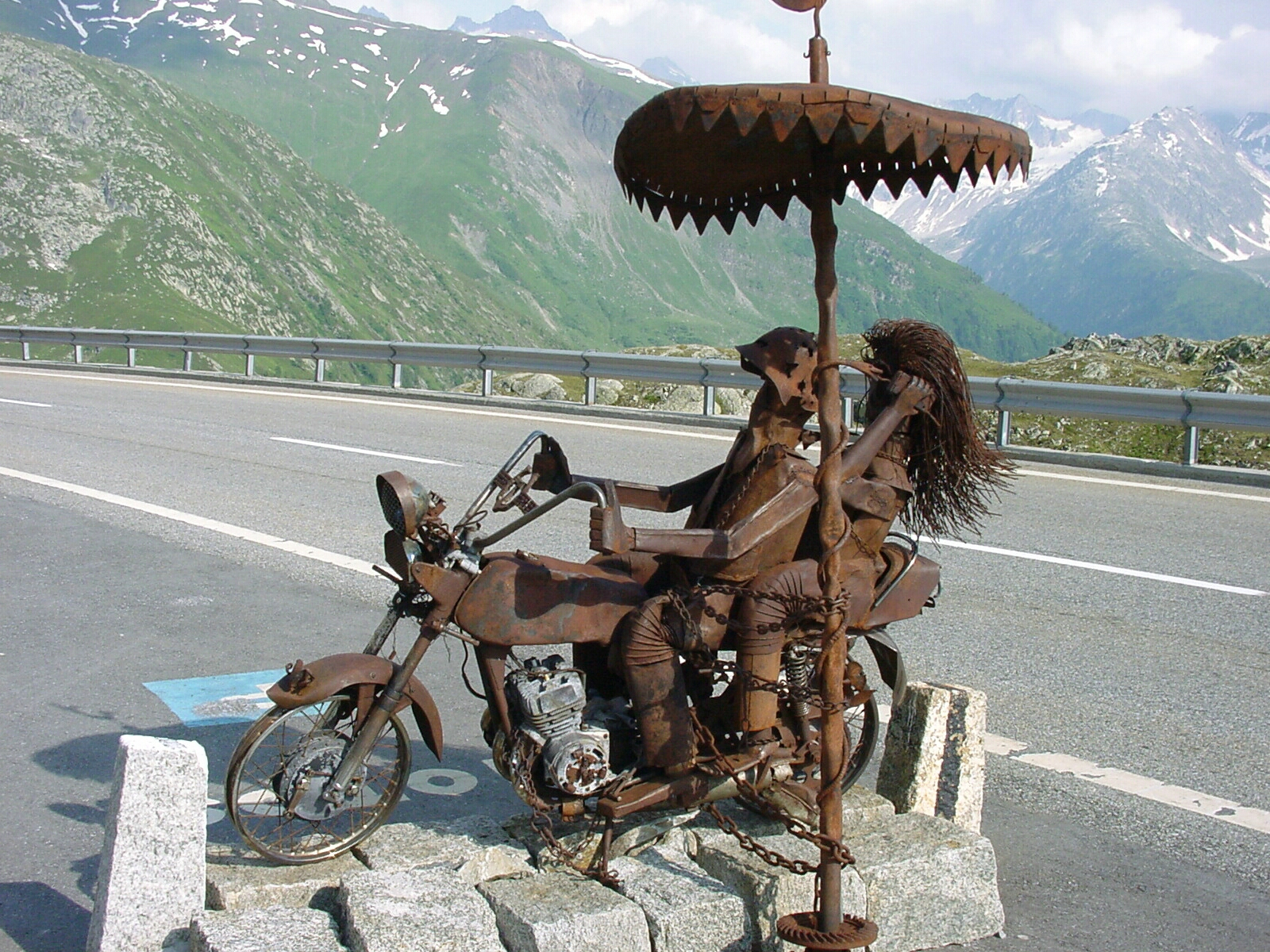
Umění na vrcholu průsmyku
- na Passstrasse (2004)